# Economia de Palau
L'economia de Palau consisteix principalment en el turisme, l'agricultura de subsistència i la pesca. La principal font d'ocupacions del país és el govern, que depèn fortament de l'ajuda financera dels Estats Units. Les visites per negocis i turisme van arribar a 50.000 en l'any financer 2000/2001. La població gaudeix d'un ingrés per capita dues vegades major que el de les Filipines i de gran part de Micronèsia.
Al juliol de 2004, la companyia Micronèsia Air va ser llançada, amb serveis des de Palau a Yap, Guam, Micronèsia, Saipan, Austràlia, i les Filipines.
L'emissió de segells postals, principalment destinat al col·leccionisme, és també una important font d'ingrés per a la seva economia.
La moneda oficial del país és el dòlar dels Estats Units.